# Буяхи
Буяхи́, лохи́на (Vaccinium uliginosum L.) — вид чагарничків родини вересові (Ericaceae), поширений у бореальних, арктичних та гірських частинах Північної Америки (Гренландія, Сен-П'єр і Мікелон, Канада, пн. й гір.-сх. США) та Євразії (майже вся Європа, Туреччина, Кавказ, Росія, Монголія, Корея, Японія, гори Китаю). Місцеві назви — п'яниця, голубиця, голубика, лохані, гонобобель.

## Загальна біоморфологічна характеристика

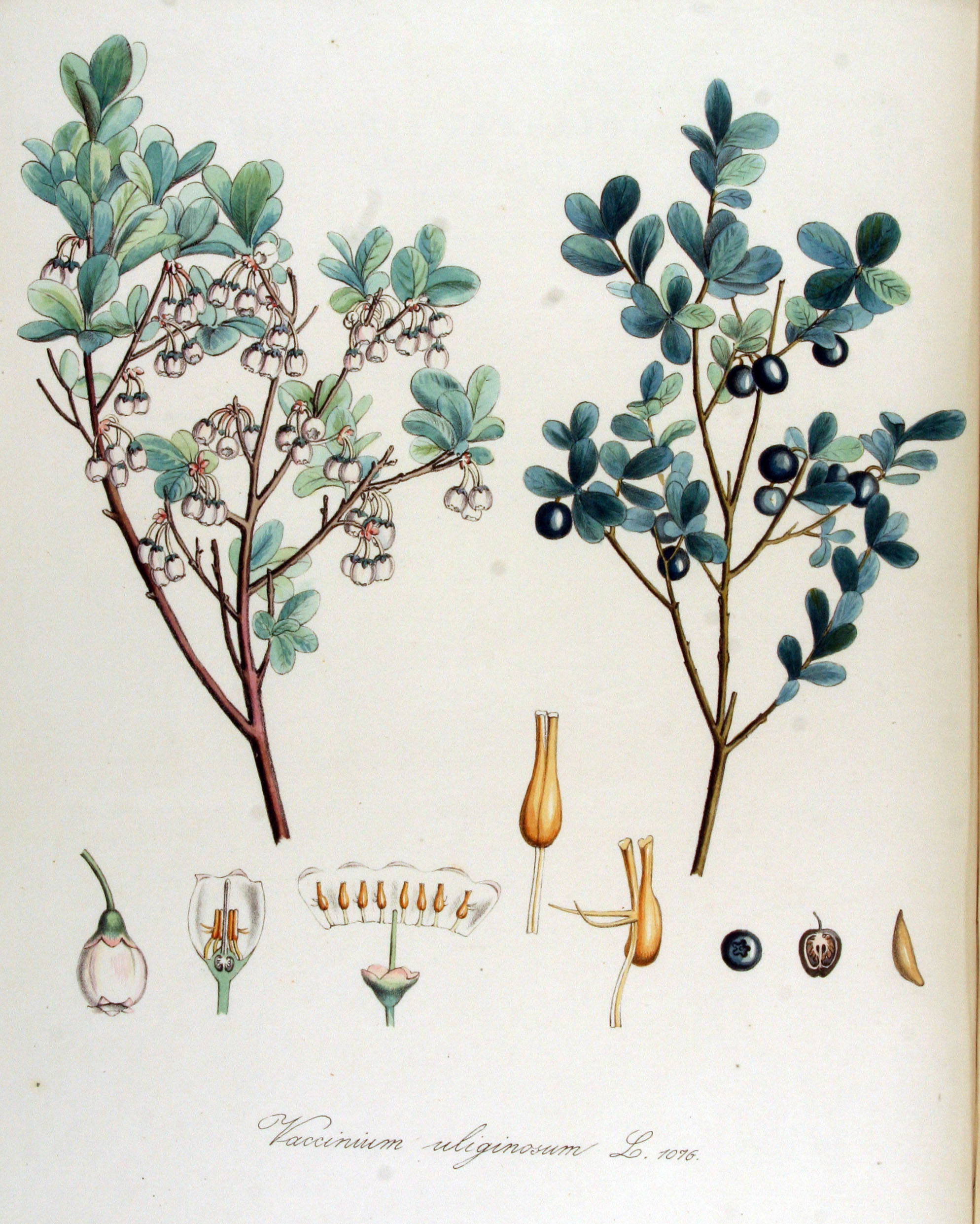
Ілюстрація буяхів у виданні Яна Копса «Flora Batava», Volume 14 (1872)

Чагарник або чагарничок з родини вересових (30–120 см заввишки) дуже розгалужений, з буруватою або темно-сірою корою, молоді гілочки зелені. Стебла прямостоячі, циліндричні, округлі. Листочки чергові, цілокраї, дуже мінливі за розміром (0,7–5 см завдовжки, 0,4–3 см завширшки), на коротких черешках. Листки від ланцетних до оберненояйцеподібних, зверху блакитнувато-темно-зелені, зісподу світліші, сизо-зелені з дуже виступаючими жилками. Квітки розміщені по дві–три (зрідка по одній) на верхівках торішніх пагонів, квітконіжки трохи довші за квітки, з двома приквітками. Квітки правильні, зрослопелюсткові з подвійною оцвітиною. Чашечка 4–5-зубчаста, зелена, віночок (45 мм завдовжки) білувато-рожевий, яйцювато-глечикоподібний, з чотирма–п'ятьма відігнутими назовні зубцями. Тичинок 8–10, маточка одна, зав'язь нижня. Плід — ягода, грушоподібна або овальна (9–12 мм завдовжки) синя з сизим нальотом, всередині із зеленуватим м'якушем. Насіння численне, ясно-коричневе, загострене, у формі півмісяця, з сітчастою шкіркою.
Цвіте у травні, плоди достигають у липні.
Урожайність буяхів коливається від 120 до 550 кг/га. Буяхи, як і інші ягідники, дуже чутливі до пізніх весняних приморозків, кількості опадів. Велику роль у зав'язуванні плодів відіграють бджоли-запилювачі. При наявності запилювачів утворюється 67,8 % зав'язей, а без запилення — 5,6 %.

## Поширення
Ростуть буяхи в заболочених хвойних і мішаних лісах, на торф'яних болотах та заболочених берегах озер. Рослина світлолюбна.
Поширена в західному і центральному Поліссі, зрідка в лівобережному Поліссі, в Карпатах. Райони заготівель: Волинська, Рівненська, північна частина Житомирської і Чернігівської областей, Карпати. У зв'язку з осушенням лісових торф'яних боліт площі буяхів зменшуються і виникає потреба в проектуванні заходів по збереженню та відтворенню їх заростей.

## Практичне використання

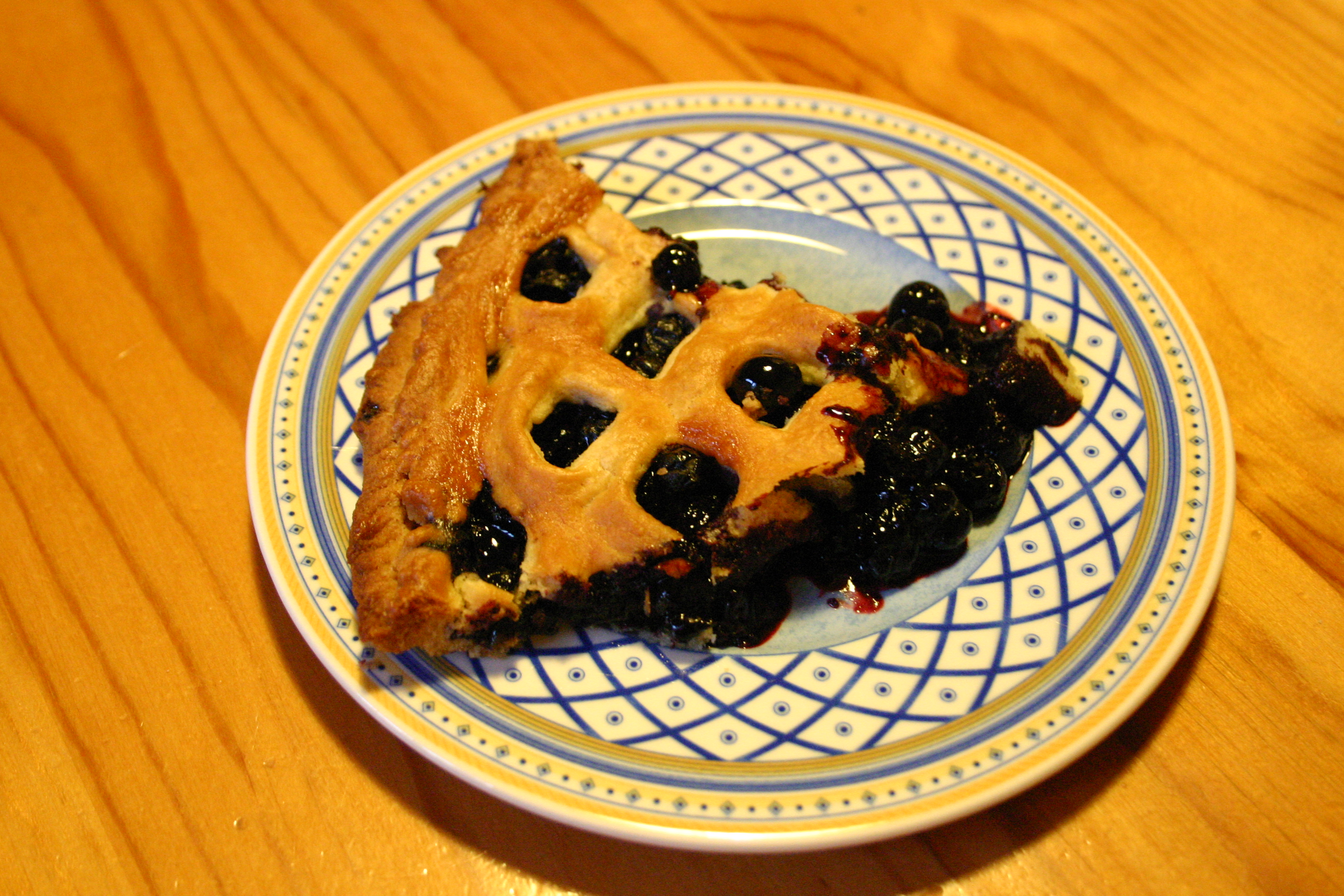
Пиріг з буяхами

Харчова, вітамінозна, лікарська, медоносна, танідоносна, декоративна рослина.
Ягоди буяхів споживають свіжими і переробленими. Їх сушать, використовують для виготовлення соків, компотів, варення, вин, джемів, желе, мусів, смузі. В ягодах містяться вуглеводи (5,3–6,8 %), лимонна, яблучна, щавлева кислоти (до 2 %), пектини (0,5–0,6 %), дубильні й фарбувальні речовини (до 0,2 %), залізо і манган. У насінні міститься 28–32 % олії. Ягоди мають досить високий вміст вітаміну С (до 28 мг %), який зберігається при переробці, каротин, вітамін РР. За біохімічними показниками не поступаються чорниці. Вони можуть стати джерелом одержання катехінів і антоціанів (Р-активних сполук).
Існує неправильна думка про одурманювальні властивості ягід буяхів. Це пояснюється тим, що постійним супутником буяхів є багно болотяне, запаху якого можуть набувати частково ягоди буяхів. Як медоносна рослина дає весняно-літній взяток, який сприяє нарощуванню сили бджолиної сім'ї.
У народній медицині застосовують ягоди і листки. Гілки з листками використовують при хворобах серця, як проносний засіб, при недокрів'ї, — ягоди — при: шигельозі та порушенні обміну речовин.
Крім того, ягода використовуються як протицинготний і глистогінний засіб, сік і відвар — при гарячці.
У листках міститься до 10,5 % танідів, які можуть бути використані в шкіряній промисловості.
Буяхи придатні для озеленення присадибних ділянок, особливо на вогких місцях у поліських районах, їх можна висаджувати в бордюрах, на рабатках.
Рослина потребує бережливого використання та охорони.

## Збирання, переробка та зберігання
Ягоди збирають вручну, свіжі зберігають протягом двох–трьох днів. Підвищенню врожайності сприяє омолоджувальне обрізування гілок, яке рекомендується провадити раз у три–чотири роки восени або до початку вегетаційного періоду.
Великоплідні форми буяхів перспективні для введення в культуру.
Крім природних форм буяхів, для введення в культуру придатні окремі види північноамериканських буяхів.
Сушать ягоди у спеціальних печах або сушарках, при температурі 40–55 °C градусів. Зберігають плоди так само, як і плоди чорниці.

## Галерея

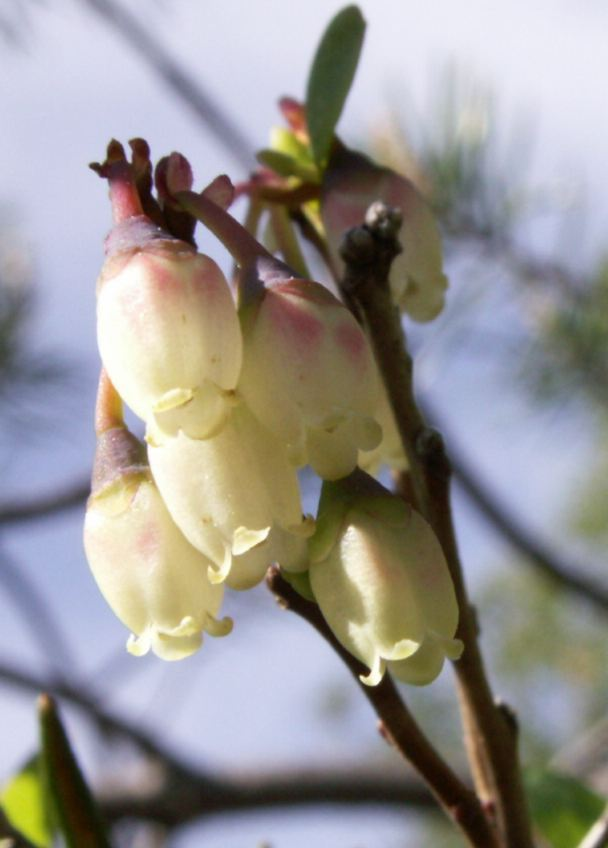
Цвітіння лохини
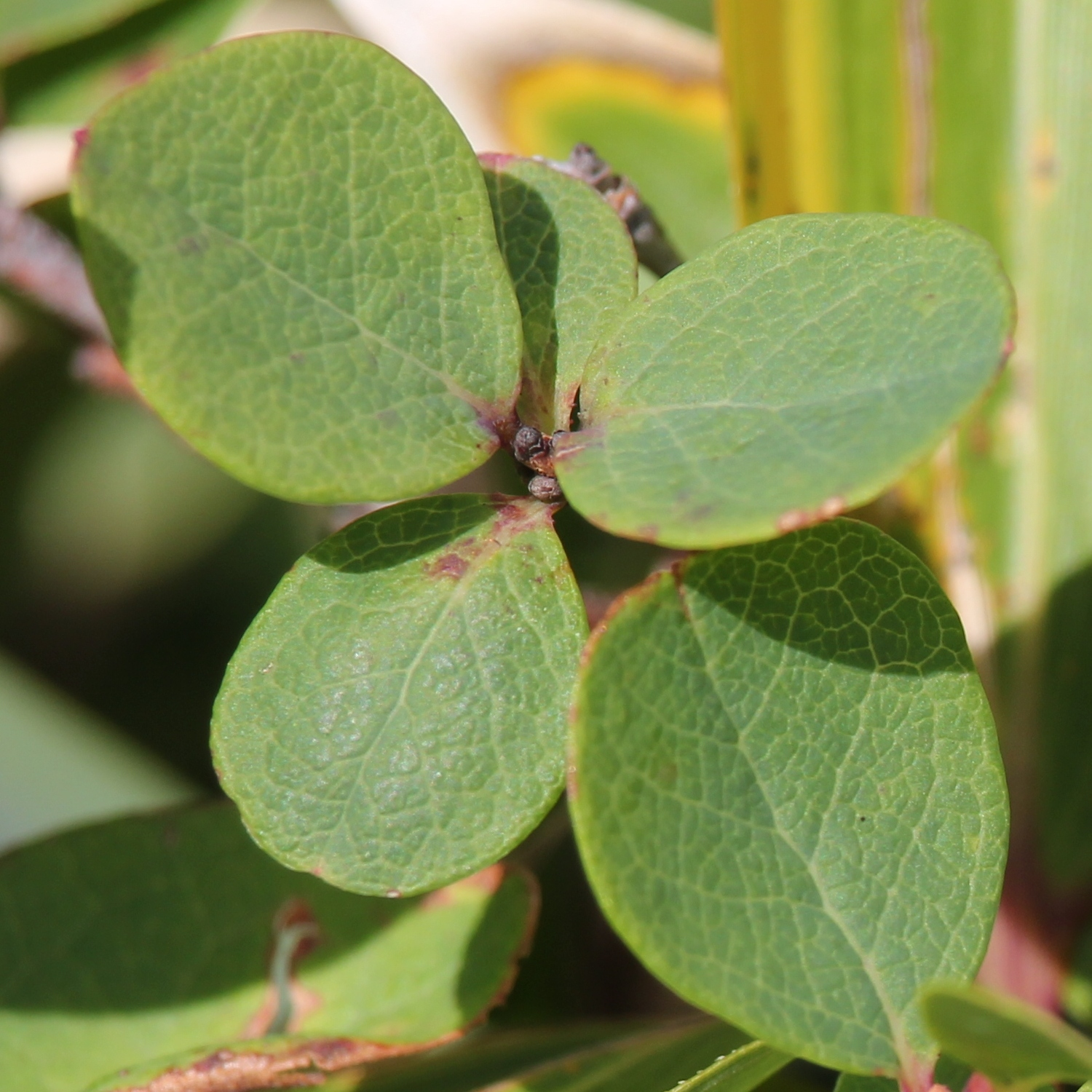
Листя великим планом, Нагано, Японія
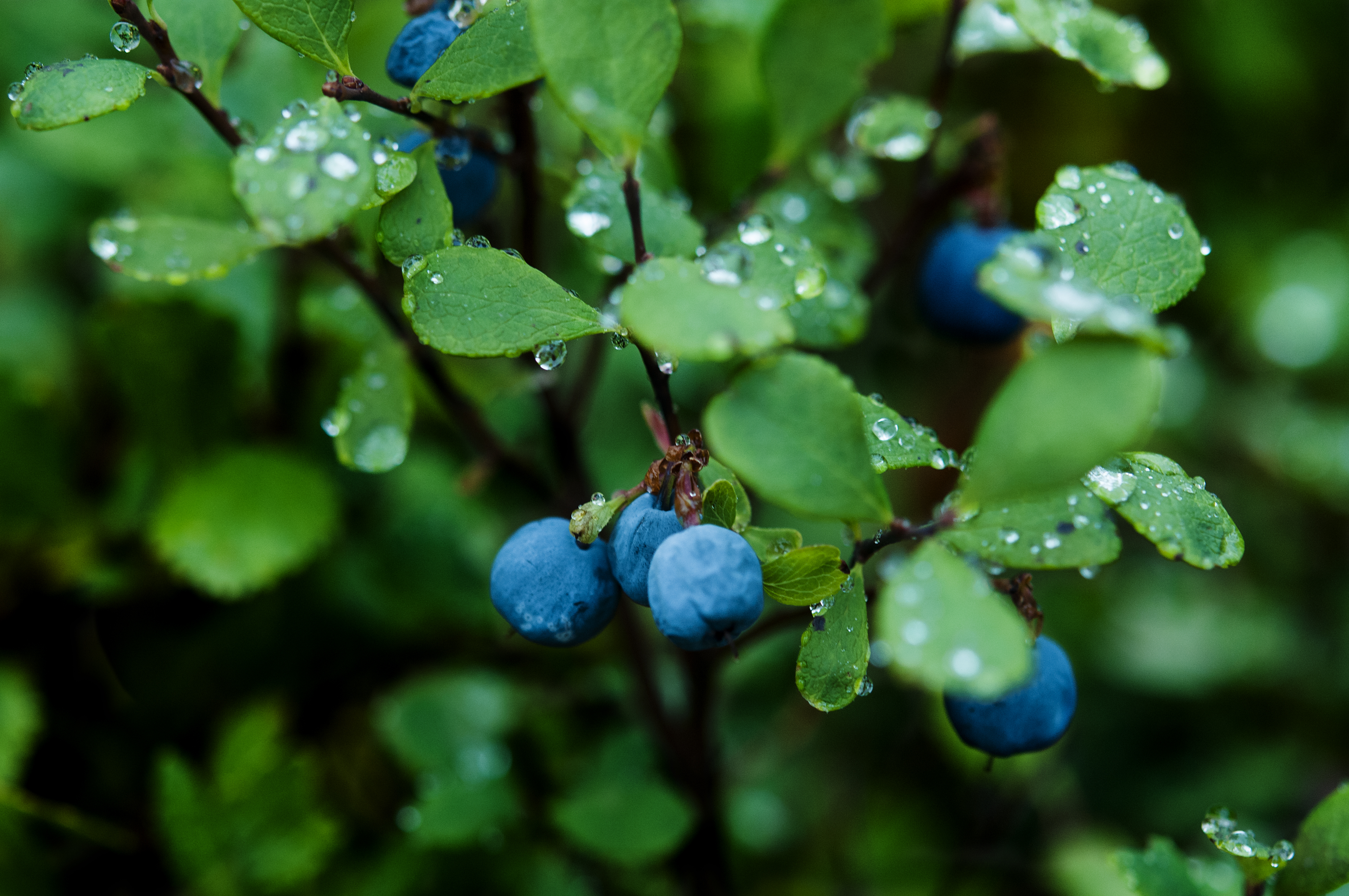
Гілочка з ягодами буяхів
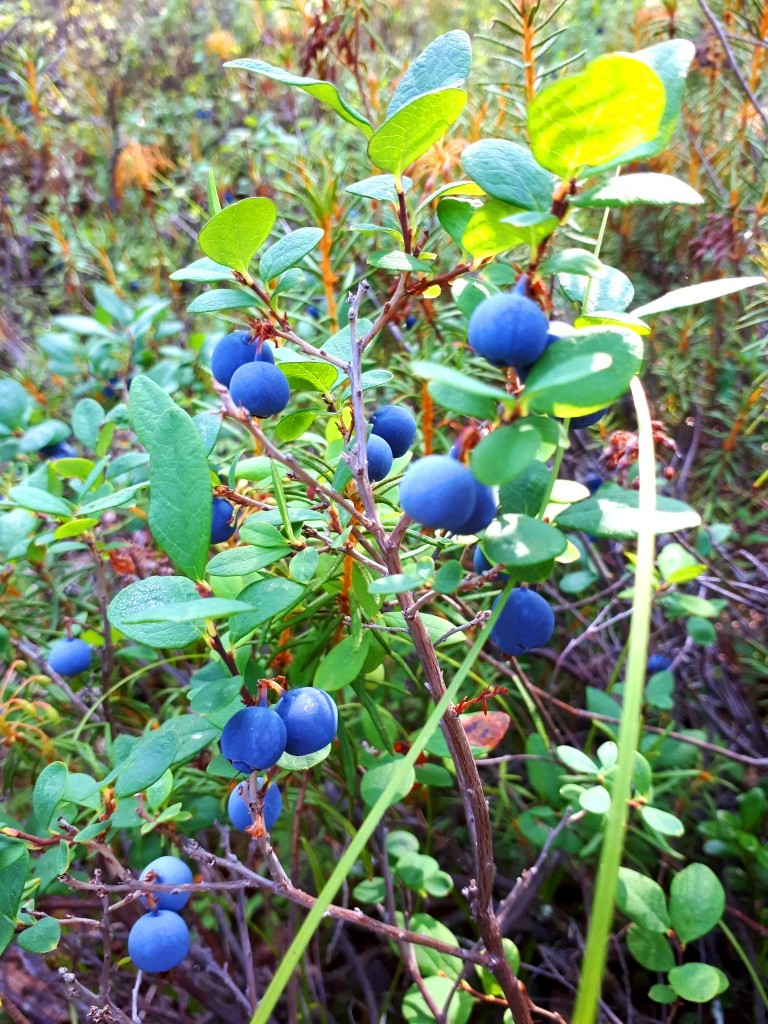
Лохина на гілках куща
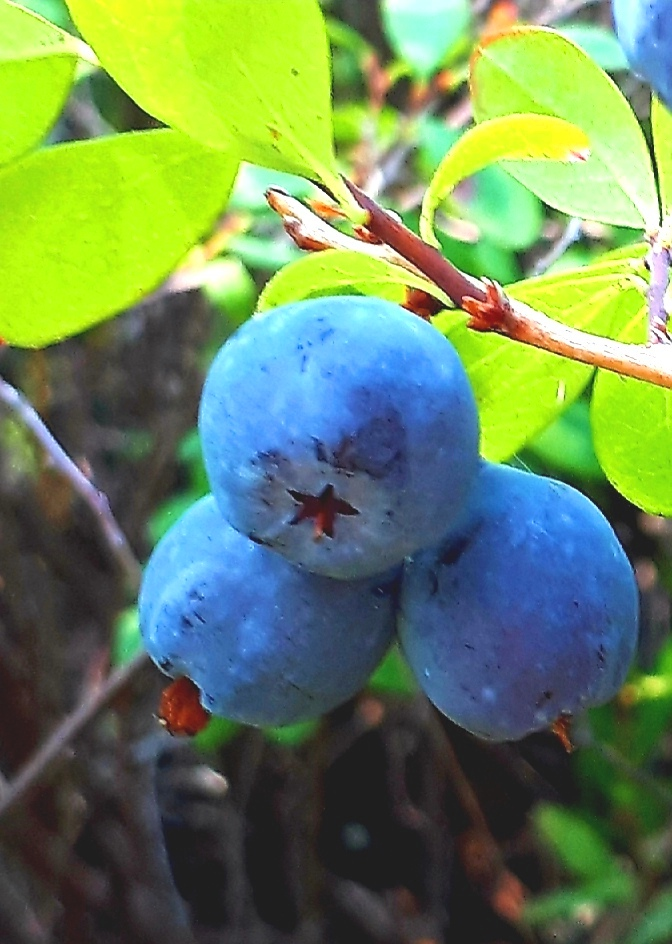
Лохина в Східному Сибіру
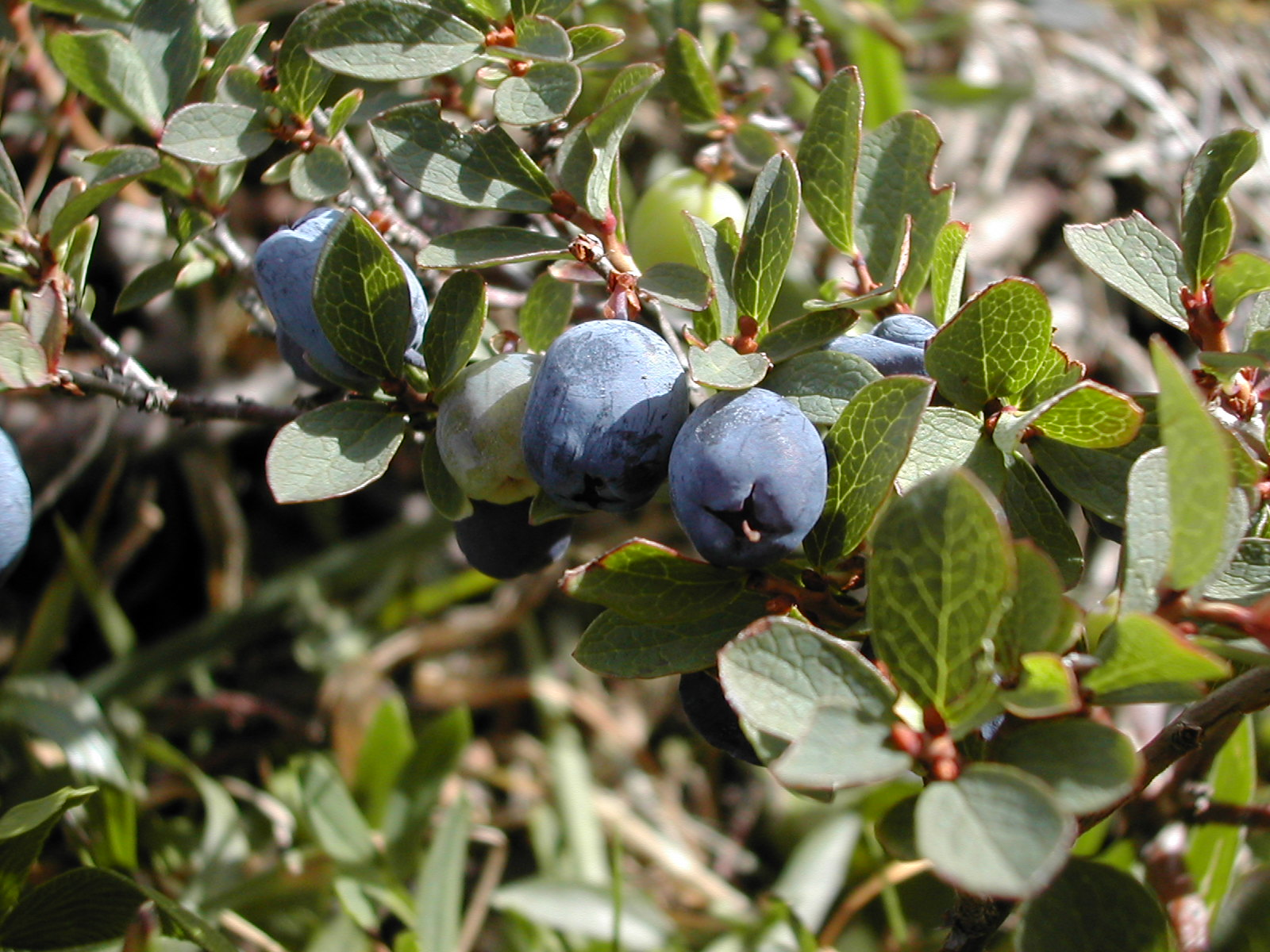
Ягоди буяхів
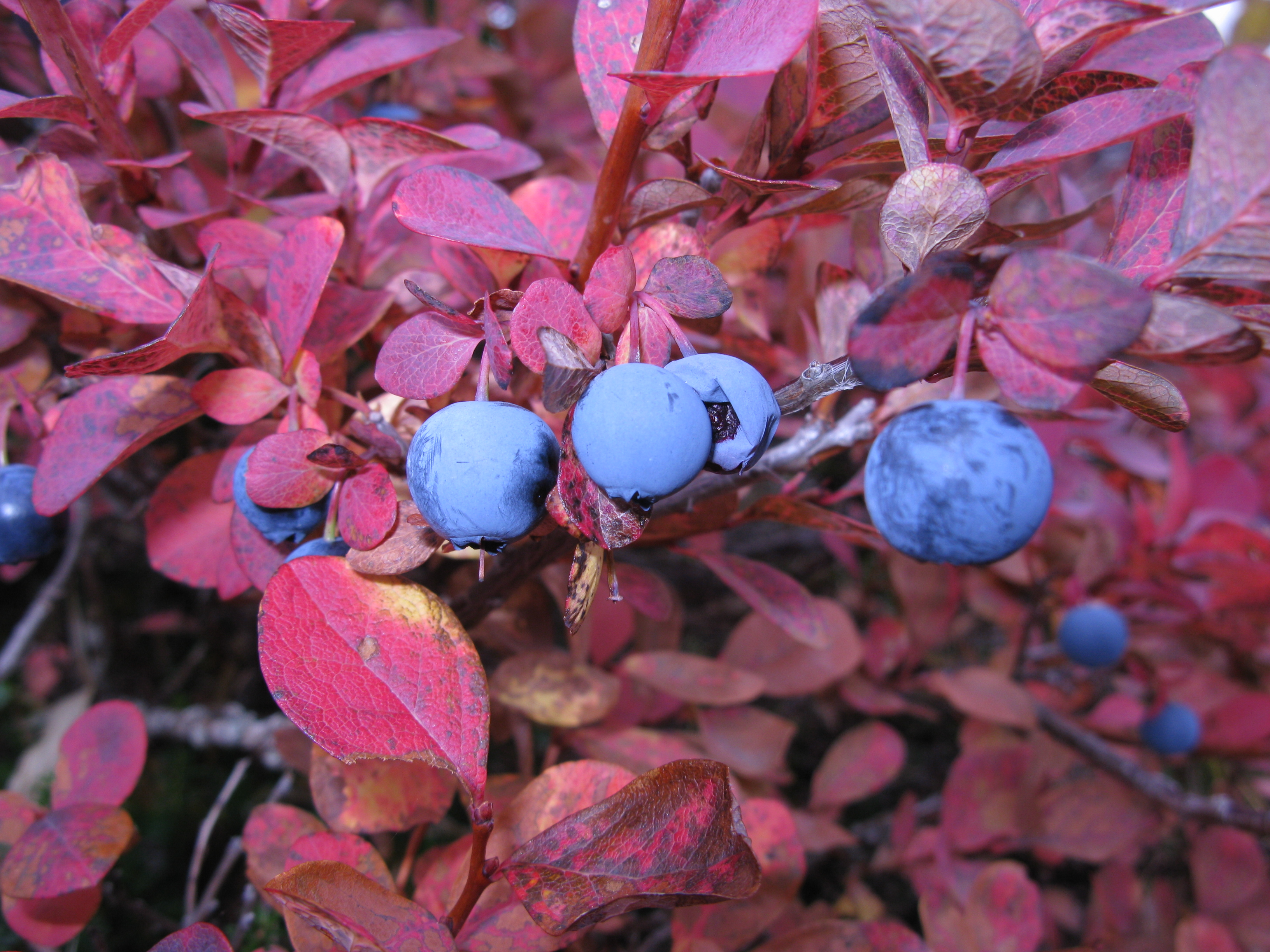
Ягоди і почервонілі листки. Фукусіма, Японія, 2009
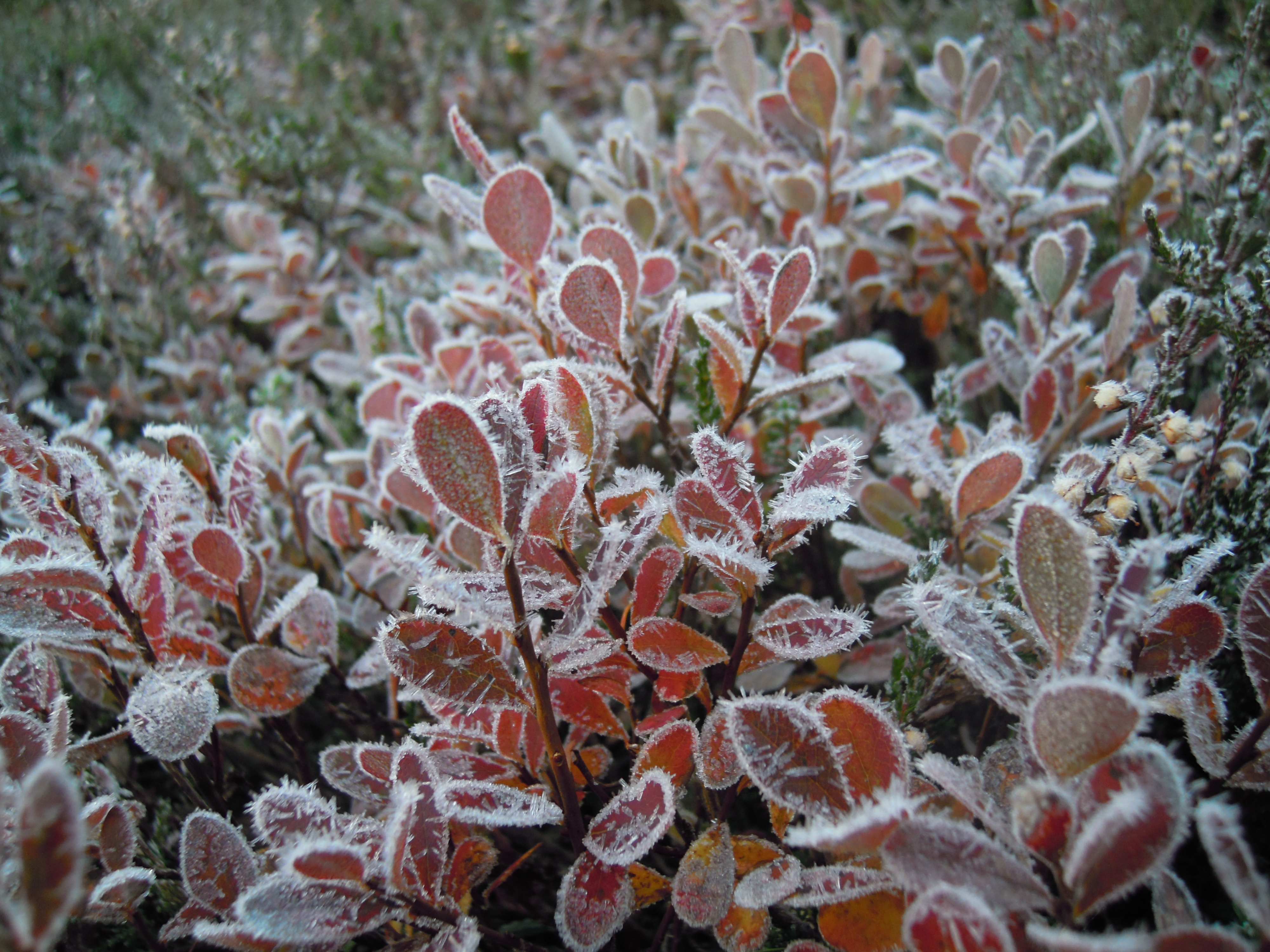
Іній на листі, Норвегія, вересень 2010